# レガシー (プロレス)
レガシー（The Legacy）はアメリカ合衆国のプロレス団体WWEのRAWに登場したプロレスラーのユニット。ランディ・オートンを中心として活動していた。メンバー全員が2世または3世レスラーである。

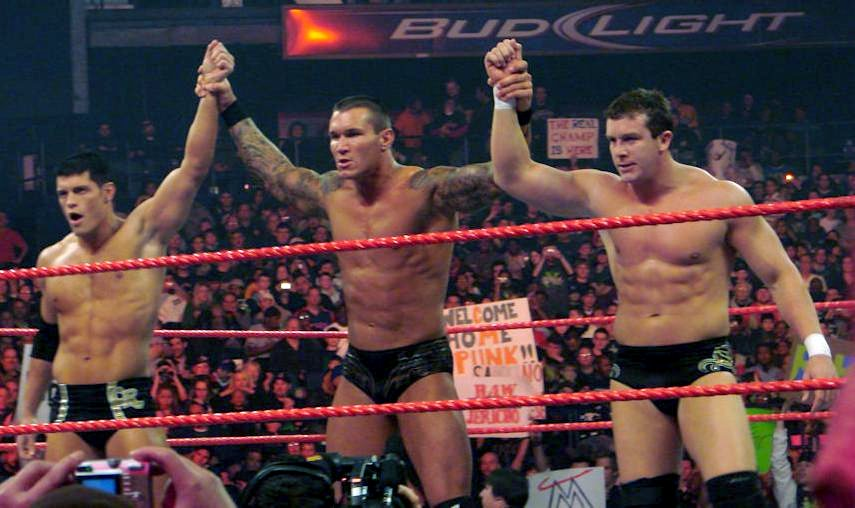
（左から）コーディ・ローデス、ランディ・オートン、テッド・デビアス（Jr）

## 来歴
2008年6月頃からコーディ・ローデスとテッド・デビアス・ジュニアはプライスレス（Priceless）として活動しており、その後マヌも加わり行動を共にする。当時ランディ・オートンとプライスレスは敵対関係にあったが、11月23日のサバイバー・シリーズ伝統のエリミネーション・マッチで共闘。そのことがきっかけとなりオートンがローデスとマヌを仲間に引き入れレガシー（The Legacy）を結成した。12月にはジミー・スヌーカの息子だとカミングアウトしたシム・スヌーカがオートンに掛け合いレガシーへ加入。しかしオートンが課したテストによりスヌーカとマヌが追放となり、レガシーと対立。マヌとスヌーカはデビアスを味方につけレガシーを襲撃しようと試みるがデビアスに裏切られ失敗に終わる。そしてデビアスがレガシーに加入した。
この3人体制となってからオートンが2009年1月のRAWで久しぶりに登場した会長のビンス・マクマホンにパントキックを見舞う。それがきっかけとなりシェイン・マクマホンやトリプルHなどと抗争。そしてデビアスとローデスはオートンの試合中に乱入し、相手を襲撃するなど主にオートンをサポートする形で活動していたが、その後オートンはジョン・シナとWWE王座を巡り抗争し、ローデスとデビアスは再結成したD-ジェネレーションXと抗争を開始。この抗争終了後あたりからチームに不協和音が生じ始め、やがてデビアスとローデスが反旗を翻し、2010年3月のレッスルマニアXXVIにてトリプルスレットマッチで対戦した。試合はオートンが勝利したが、これによりチームは完全に解散となり、それぞれシングル戦線で活動することとなった。

## メンバー
- ランディ・オートン - 祖父：ボブ・オートン、父：ボブ・オートン・ジュニア
- コーディ・ローデス - 父：ダスティ・ローデス
- テッド・デビアス（Jr） - 祖父： "アイアン" マイク・デビアス、父：テッド・デビアス（ミリオンダラー・マン）
- マヌ - 父：アファ・アノアイ
- シム・スヌーカ - 義父：ジミー・スヌーカ

## 入場曲
- Voices
- It's a New Day